# ニュルンベルクSバーン
ニュルンベルクSバーン（ドイツ語: S-Bahn Nürnberg）は、ドイツのニュルンベルクを中心とする都市近郊鉄道（Sバーン）である。全路線はニュルンベルク広域運輸連合（Verkehrsverbund Großraum Nürnberg, VGN）の運賃制に統合されている。

## 路線

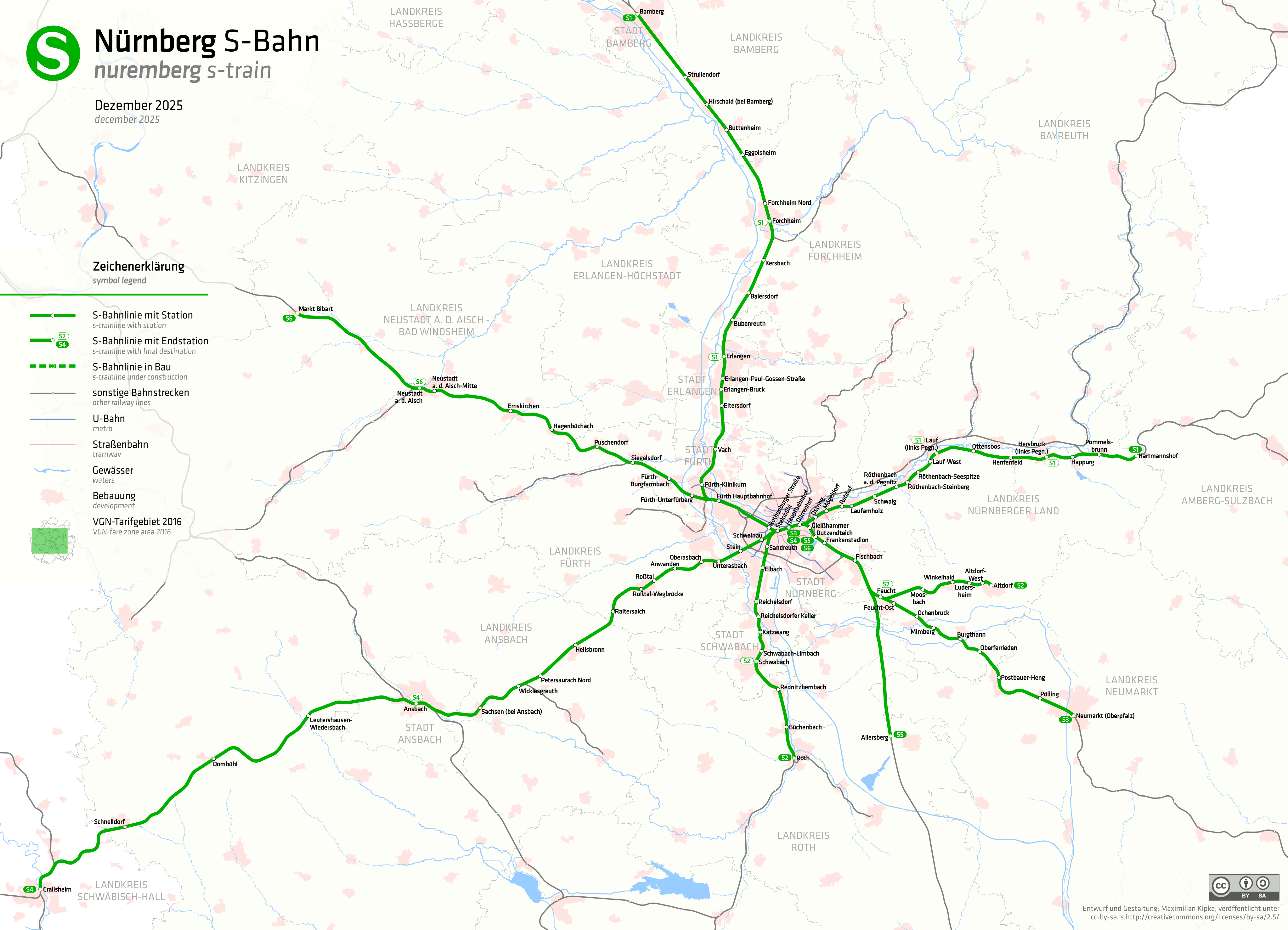
Streckennetz der Nürnberger S-Bahn（実際の路線形状に合わせた路線図）

次の目録は2023年12月の基準で表示されている。
| 系統 | 運行経路 | 運行間隔        | 関係鉄道路線                                                           | 備考欄                                                           |
| ---- | --- | --------------- | ---------------------------------------------------------------------- | ---------------------------------------------------------------- |
| S1   | バンベルク - シュトルレンドルフ - フォルヒハイム(オーバーフランケン) ｰ エアランゲン - ヒュルト中央駅 - ニュルンベルク中央駅 - フォイヒト - オヘンブルック - ポストバウアー＝ヘング - ノイマルクト(オーバープファルツ) | 20 / 40 / 60分  | ニュルンベルク - バンベルク線、ニュルンベルク - レーゲンスブルク線     | バンベルク - フォルヒハイム間: 60分ごと                          |
| S2   | ロート - シュヴァバッハ - ニュルンベルク・ライヒェルスドルフ - ニュルンベルク・アイバッハ - ニュルンベルク中央駅 - ロェテンバッハ(ペグニッツ) - ラウフ - ヘルスブルック - ハップルク - ハルトマンスホーフ             | 20 / 40 / 60分  | ニュルンベルク - アウクスブルク線、ニュルンベルク - シュヴァンドルフ線 | ヘルスブルック - ハルトマンスホーフ間: 60分ごと                  |
| S3   | ニュルンベルク中央駅 - フォイヒト - ルダースハイム - アルトドルフ | 20 / 40分       | ニュルンベルク - フォイヒト線、フォイヒト - アルトドルフ線             |                                                                  |
| S4   | ニュルンベルク中央駅 - ロースタール - ハイルスブロン - ヴィクレスグロイト - アンスバッハ - ロイタースハウゼン・ヴィーダースバッハ - ドムビュール - クライルスハイム                                                   | 20 / 40 / 120分 | ニュルンベルク - クライルスハイム線                                    | アンスバッハ - クライルスハイム間: 120分ごとに運行               |
| S5   | ニュルンベルク中央駅 - アラースベルク | 60分            | ニュルンベルク - インゴルシュタット高速線                              | 月曜日から金曜日まで運行。アラースベルクエクスプレスの継承系統。 |
| S6   | ノイシュタット（アイシュ） - エムスキルヒェン - ハーゲンビューヒアッハ - プッシェンドルフ - ジーゲルスドルフ - ブルクファルンバッハ - フュルト - ニュルンベルク                                                       | 60分            | ニュルンベルク - バンベルク線、フュルト - ヴュルツブルク線             | ノイシュタット（アイシュ） - マルクト・ビバルト: 片道列車運行    |

## 歴史

### Sバーンの開業前段階
1960年代中期にニュルンベルク都市圏の近郊鉄道システムの必要性が台頭した。この時期にニュルンベルク連邦鉄道管理局 (Bundesbahndirektion Nürnberg) はニュルンベルク発の幹線路線に一定間隔運行の導入を検討した。1969年その計画は実行されて、ジーゲルスドルフ、フォルヒハイム、ヘルスブルック、アルトドルフ、ノイマルクト、ロート、ハイルスブロン、カドルツドルフ等の区間の運行は30分間隔まで拡大された。しかし既存の鉄道路線とニュルンベルク中央駅に大きな負担がかかって、列車の輸送量は通勤時間帯の以外には期待できないことが次の数年間のうちに判明した。その状況で1973年からこの近郊の列車運用は部分的に取り消された。
1971年ニュルンベルク管理局はニュルンベルク都市圏の地域輸送を改善するための計画を立案して、同時にミッテルフランケン産業地域に属する地域行政機関はSバーン開業の要請を含む一般交通計画の予備作業を引き受けた。1973年8月ニュルンベルク都市圏の公共交通機関計画協会の作成したSバーンニュルンベルク草案の備忘録が公表された。その備忘録のもとでニュルンベルク管理局は1975年3月20日100 km路線距離、約9億4000万マルクの全用線がある路線網の予算、20及び40分の運行間隔、停車場の追加の企画された「Sバーンニュルンベルクの計画要綱」を発表した。しかし固有の緩行線へ投資するのは、列車通行量の推定値によると、経済性と関係ないと判明し、1975年9月から管理局はもっと経済性及び適合性ある路線網を計画する可能性を探した。
1978年5月ロート - ニュルンベルク - フォイヒト路線とロート - フォイヒト高速新線の予定区間はまず第一段階の建設として提案された。第一次開業路線は財政及び路線運用と関係ある検証結果の根拠からニュルンベルク - ラウフ (ペグニッツ左岸) 区間とフォイヒト - アルトドルフ線に拡張され、同年10月13日「中期資金調達プログラム1978 - 1982」に採択された。それで1979年第一次開業路線は確定され、総費用の7億7500万マルクの中に連邦政府は約56%、州政府は約35％、ニュルンベルク市当局は約9%を分担した。

### 第一次開業段階

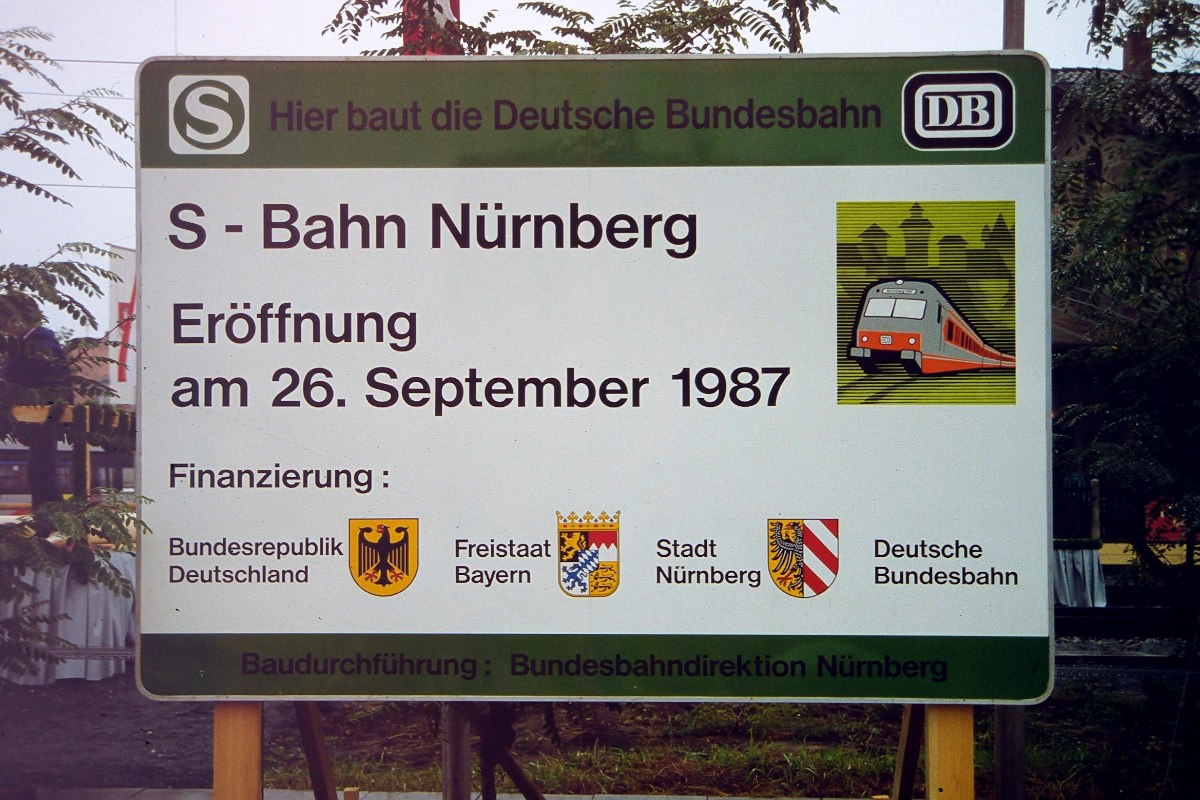
S1開業の案内板、1987年9月

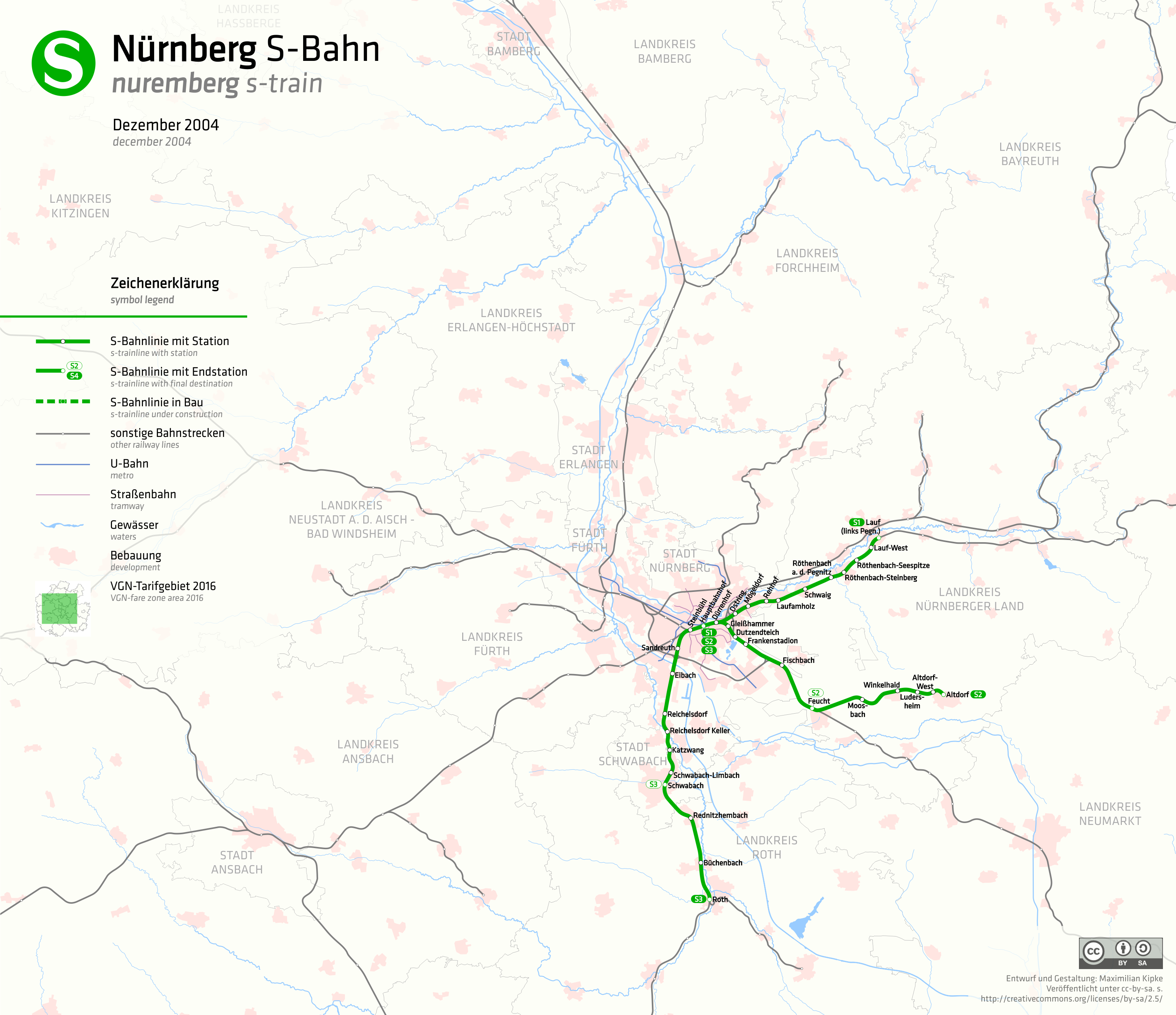
2004年12月当時のSバーン路線網

1981年11月2日ニュルンベルクSバーンの建設と資金に関する契約は成立され、ニュルンベルク管理局の側で具体的な計画は立ち始めた。1982年11月9日一次開業段階の投資提案は連邦財務省で適用されて、1983年10月1日S1区間の起工式は行われた。1987年9月26日にSバーンの運営がニュルンベルク - ラウフ区間に開始され、ニュルンベルク - シュヴァンドルフ線のほとんどの地域輸送列車は、通勤時間帯を除外して、中間駅に停車しない事になった。ニュルンベルク広域運輸連合もその区間に有効となった。
- S1: ラウフ (ペグニッツ左岸) - ロェテンバッハ (ペグニッツ) - ニュルンベルク・モェゲルドルフ - ニュルンベルク

アルトドルフ方面及びロート方面の改修は、1980年初計画されたニュルンベルク - ミュンヘン高速線の経路はまだ確定されなかったため、遅延した。フィッシュバッハ - ロートの新線建設の含むニュルンベルク - アウクスブルク線の改修或いはニュルンベルク - レーゲンスブルク線から分岐しインゴルシュタット経由の高速線は選択の岐路にあった。この二つの経路のどの場合も既存線路の共同使用は多い負担を招くことの理由で、Sバーン用緩行線は必要になるべしだった。S2系通運行の実現をこれ以上遅らせない為に、1987年高速線の建設計画と関わりない緩行線 (ニュルンベルク - フォイヒト区間) の建設は提案された。その計画は許可されて、それで1988年6月15日緩行線建設が開始できた。同年の夏からニュルンベルク中央駅でS1列車の停車するホームを変更する為の広大な工事は実施された。1990年9月に乗り換え駅のデュレンホーフ停車場は新設された。1992年11月21日S2系統の運行は始まって、ニュルンベルク - フォイヒト区間の地域輸送列車は中間駅に停車しない事になった。フランケンシュタディオン駅は改めて開業された。投資総額は7億4000万マルクだった。
- S2: アルトドルフ - ルダースハイム - フォイヒト - フランケン競技場 - ニュルンベルク・デュレンホーフ - ニュルンベルク

1991年高速線がインゴルシュタット経由として決定された以後、ニュルンベルク - ロート区間の緩行線建設計画は自由になって、1994年6月29日そのSバーン緩行線の工事は始まった。2001年6月9日Sバーン緩行線のニュルンベルク - ロート線が開業され、既存区間ではロート駅以外の中間駅は廃止されることとなった。
- S3: ロート - シュヴァバッハ - ニュルンベルク・ライヒェルスドルフ - ニュルンベルク

2004年9月5日シュタインビュール停車場の親設で第一次段階は一段落ついた。

### 第二次開業段階

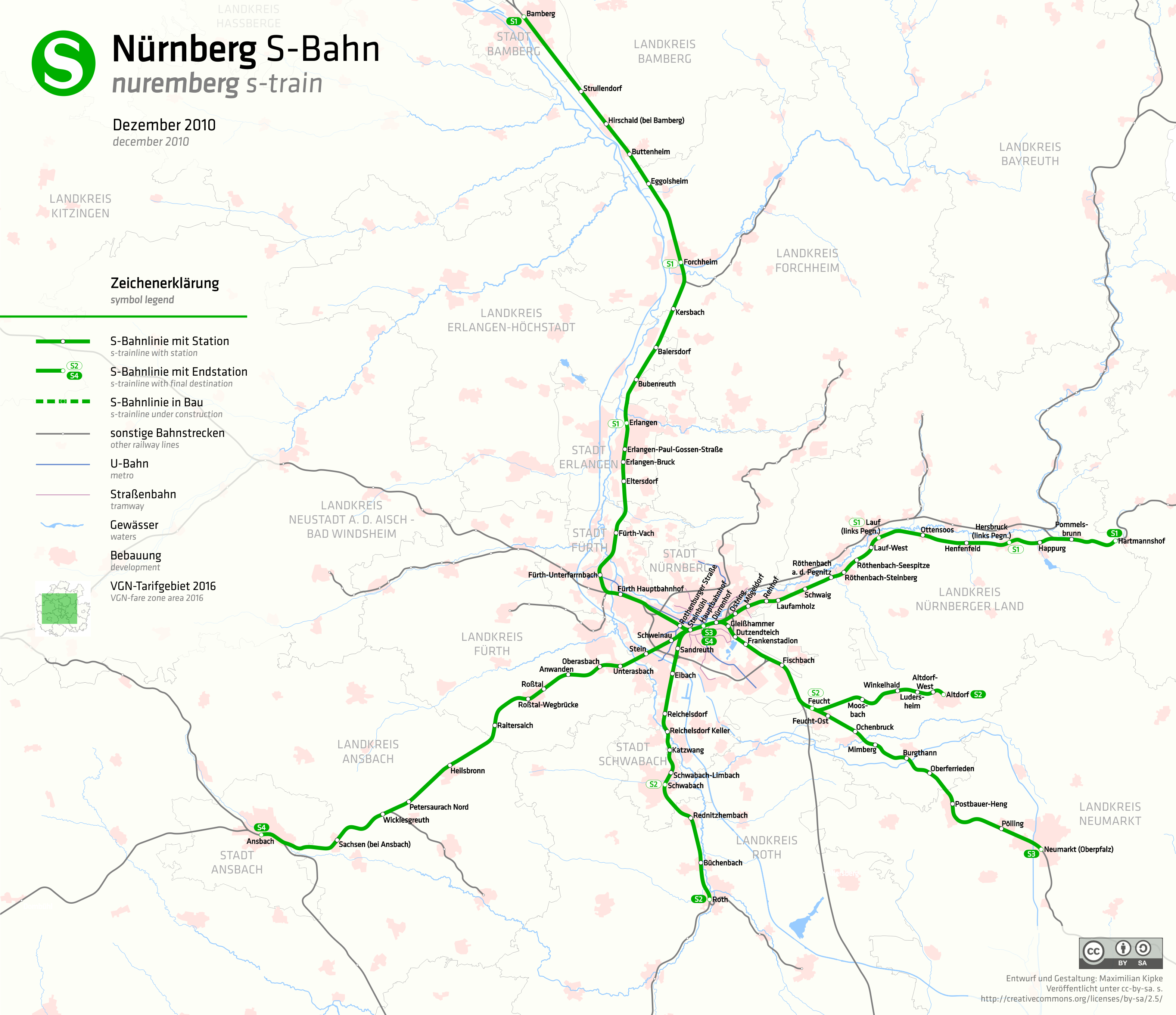
2010年12月当時のSバーン路線網

1990年代末すでにアンスバッハ、フォルヒハイム、ノイマルクト方面のSバーン系統の新設とハルトマンスホーフまでのS1の延伸が計画され、連邦政府の財政問題のため計画案はまた延期された。2005年Sバーンの拡張計画案は具体化され、2010年末 (アンスバッハ・ノイマルクト方面、ラウフ - ハルトマンスホーフ区間) 及び2016年末 (バンベルク方面) までの拡張事業終了が目標になった。2007年9月4日当時のバイエルン州経済・交通相のエルヴィン・フーバーとDBネッツ (DB Netz) の代表取締役のフォルカー・ケーファー (Volker Kefer, 1956~ ) は投資契約書に署名した。交通弱者も利用しやすい乗降場の改築を含めて、三つの鉄道路線改修で必要な資金規模は2億ユーロに至った。
ノイマルクト方面とアンスバッハ方面路線の施設の改修は主に高速運転及び緊密な信号機連動区間 (Blockabstand) のために線路と信号システムの調整を包括することであった。二つの区間の停車場の乗降場は140 mの長さと76 cmの高さと利用しやすい通路で改修された。2005年11月電子式信号扱い所がノイマルクトに新設され、ミュンヘン中央運転指令所の統制を受けることになった。両区間の工事の支出額はアンスバッハ方面の区間で9200万ユーロ、ノイマルクト方面の区間で6300万ユーロだった。
一方、ラウフ - ハルトマンスホーフ区間のS1延伸ではラウフ - ヘルスブルック (ペグニッツ左岸) 区間は再び複線化され、電車線は相当区間に設置された。ポンメルスブルン駅は街の近くに移転され、ハプルク駅は再び開業された。支出額は5500万ユーロで、600万ユーロはニュルンベルク - ラウフ区間の乗降場を76 cmの高さで調整・改築した費用として追加された。ニュルンベルク - フュルト区間に別のSバーン緩行線が建設されたが、2010年12月ローテンブルク街駅の乗降場工事が完了した後で通行可能となった。ニュルンベルク - バンベルク区間の停車場は高速線の経路によって決まり、部分的に仮乗降場となった。すでに就航された予算とまだ設置すべきの施設物の費用の合計は1億8000万ユーロに至った。2010年12月12日S1の拡張、S3の変更及びS4の新設を含むSバーン路線網の運営が開始され、既存のS3系統はS2系統に統合された。
- S1:  バンベルク - シュトルレンドルフ - フォルヒハイム ｰ エアランゲン - ヒュルト - ニュルンベルク - モェゲルドルフ - ロェテンバッハ - ラウフ (ペグニッツ左岸)  - ヘルスブルック - ハップルク - ハルトマンスホーフ
- S2: ロート - シュヴァバッハ - ニュルンベルク・ライヒェルスドルフ - ニュルンベルク - デュレンホーフ - フランケン競技場 - フォイヒト - ルダースハイム - アルトドルフ
- S3: ノイマルクト(オーバープファルツ)  - ポストバウアー＝ヘング - オヘンブルック - フォイヒト - ニュルンベルク
- S4: アンスバッハ - ヴィクレスグロイト - ハイルスブロン - ロースタール - オーバーアスバッハ - シュタイン - ニュルンベルク

フィシュバッハ - フォイヒト区間のSバーン緩行線の複線化は不利な天気状況のため遅延されたが、2011年4月に完了した。S1系統の停車場ローテンブルク街駅は2011年5月、ファッハ駅のSバーン列車用の仮乗降場は同年7月開業された。なお新しい電車のタレント2の運行が許可された前には、電気機関車と客車のプッシュプル列車が一時的に運営された。その電車は2012年6月からS1とS3系統に、同年12月からS4系統に投入されている。

### 第三次開業段階
2009年すでにロイタースハウゼン、ドムビュル地域をSバーン路線網と連結することが計画された。2016年Sバーン延長事業の予算案が立てられ、翌年3月起工式はロイタースハウゼン駅で行われた。2017年12月10日アンスバッハ - ドムビュル区間にS4系統は延伸された。
- S4: ドムビュール - アンスバッハ - ヴィクレスグロイト - ハイルスブロン - ロースタール - オーバーアスバッハ - シュタイン - ニュルンベルク

2014年5月にバイエルン鉄道会社（Bayerische Eisenbahngesellschaft, BEG）はSバーンの運営に関する競合プロジェクトを発表して、S4路線を延長しアラースベルク急行をS5系統に転換する方案が含まれた。S5系統の車両投入が遅延されて、2020年12月よりその系統の運行が開始された。一方、西の回廊としてフュルト - ヴュルツブルク区間のSバーン改修計画が1981年すでに樹立されたものの、長い間に実行されていなかった。2021年12月よりS6系統がその区間に導入されて、425形電車が投入されることとなった。
2023年12月にSバーン路線網の中、ニュルンベルク駅以東の系統が組み替えられた。S1系統に既存のS3系統のノイズマーケット方面区間が配置された。既存S1区間はS2系統に移管されて、2010年以前のS1系統、S3系統およびラウフ - ハルトマンスホーフ間普通列車系統が結合される形となった。また既存S2系統区間はS3系統に移管されて、その系統は2010年以前のS2系統と同じである。2024年12月15日にS4系統はクライルスハイムまで延長され、列車はアンスバッハ - クライルスハイム間で快速列車と交互に走行することとなった。

## 車両
1987年の開業時より電気機関車と客車によるプッシュプル運転が行われ、客車はSバーン用のx-Wagenが導入された。電気機関車は開業当初は141形、ドイツ鉄道の発足後は143形が使用された。2011年からはボンバルディア製の442形電車「タレント2」の導入が開始されている。S4系統では442形導入前の一時期にn-Wagen（ジルバーリンゲ）客車の運用があった。
1440形電車が投入された前には442形がS1、S3、S4の各系統で運用され、x-Wagen客車の運用はS2系統のみであった。2023年12月より1440形電車は主にS3, S4, S5系統で、442形電車はS1, S2系統で、425形電車はS6系統でそれぞれ運用されている。

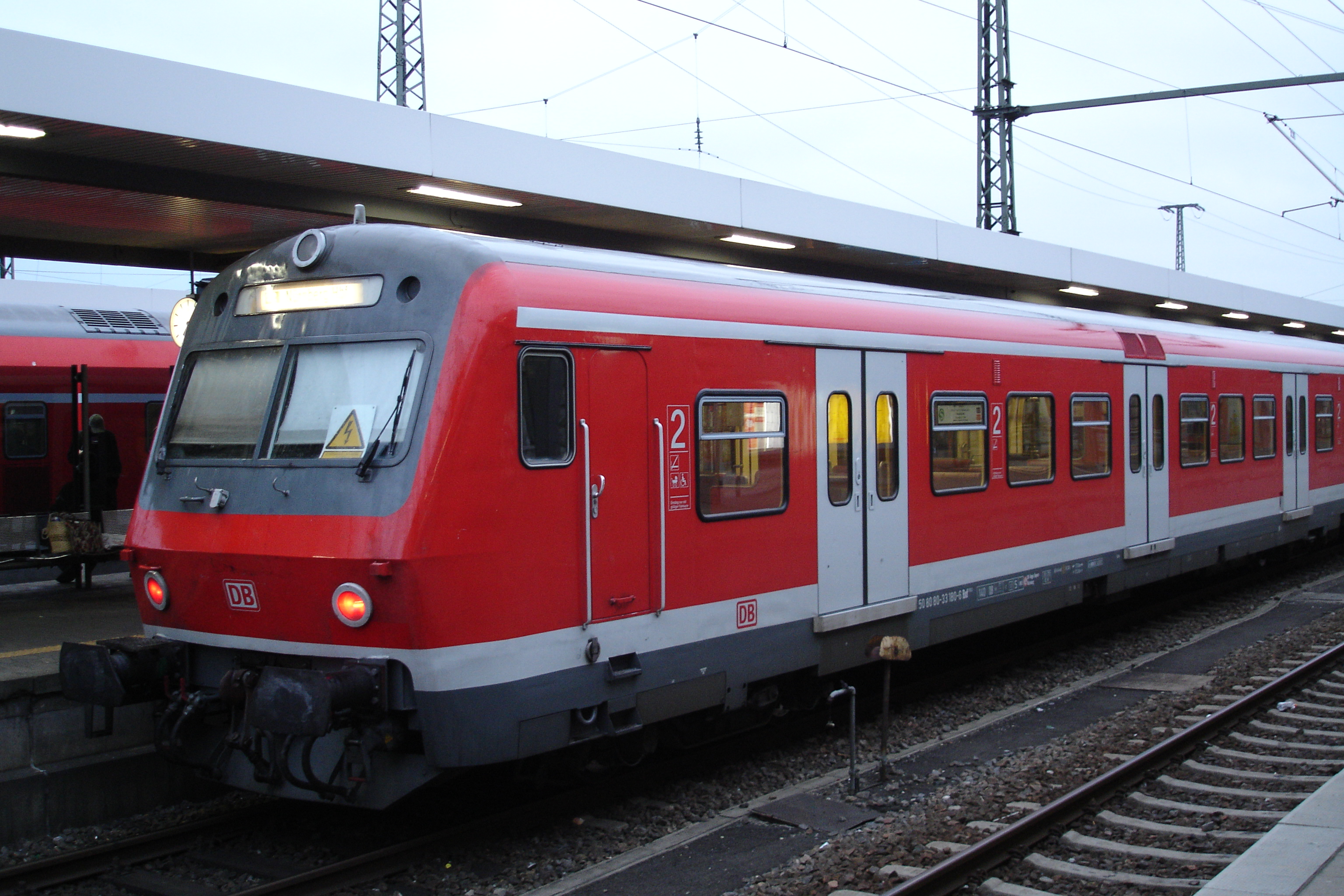
x-Wagenの制御客車
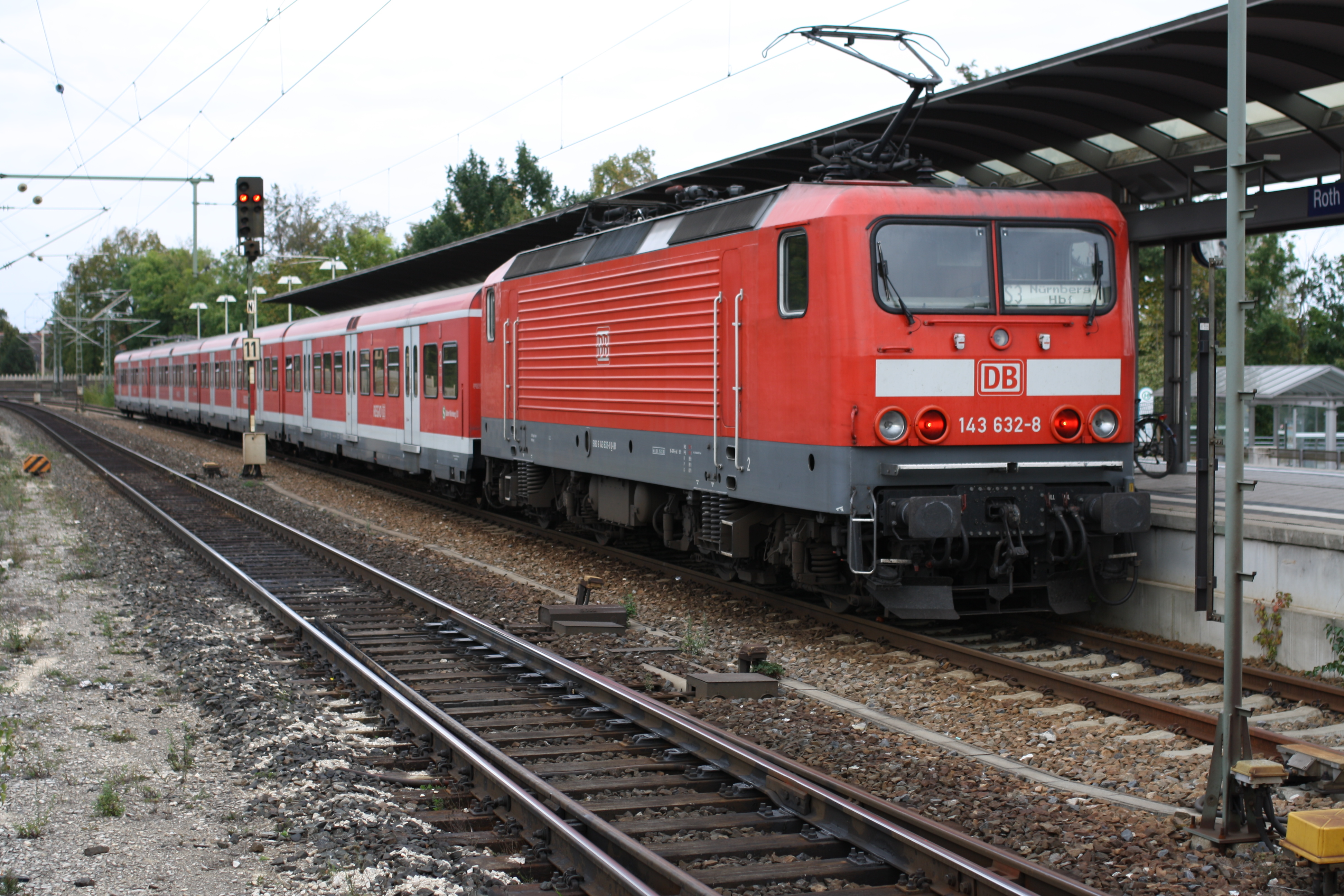
143形機関車
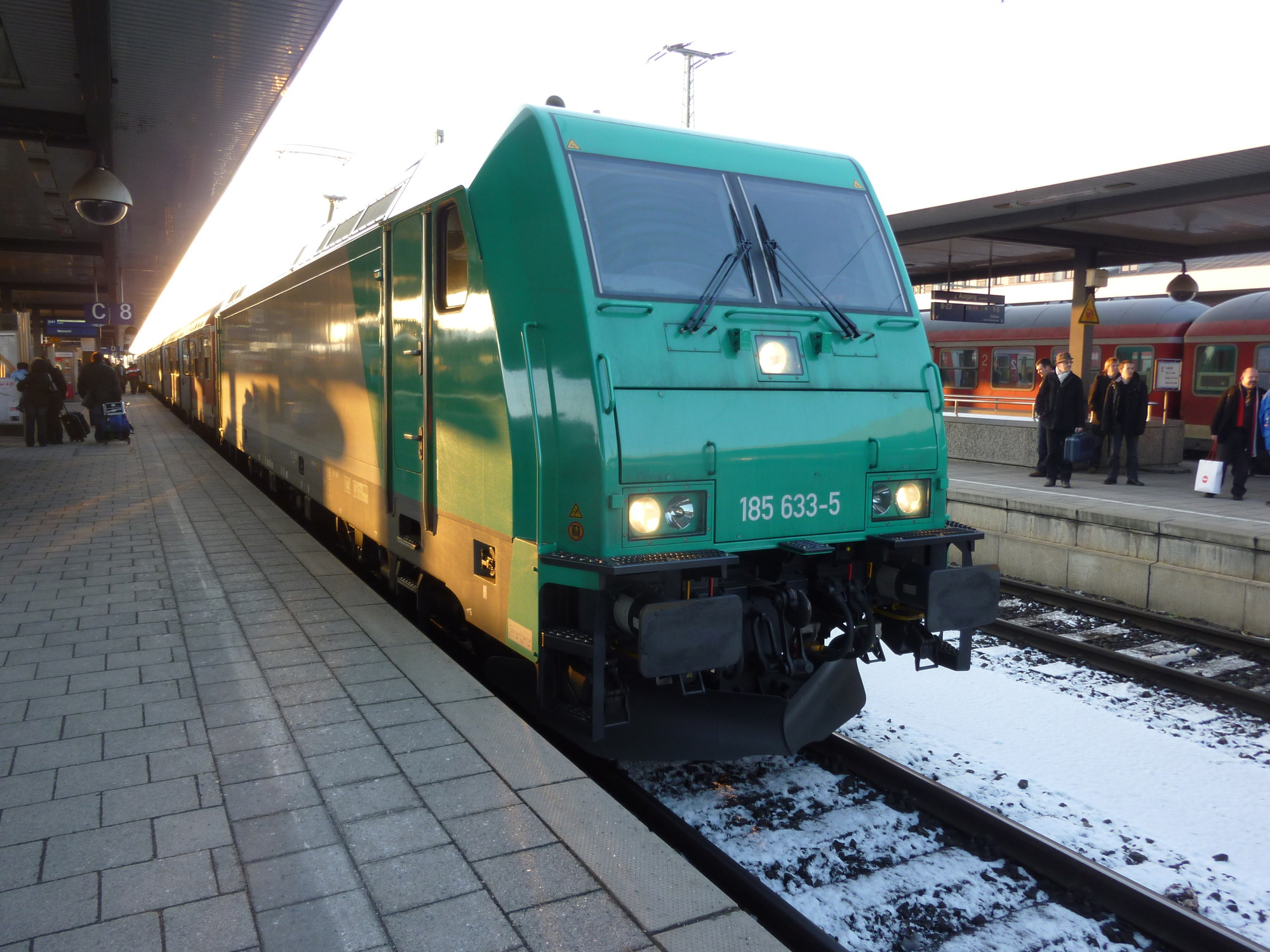
アルファトレインス所属の185形機関車とn客車の臨時Sバーン列車 (ニュルンベルク中央駅)
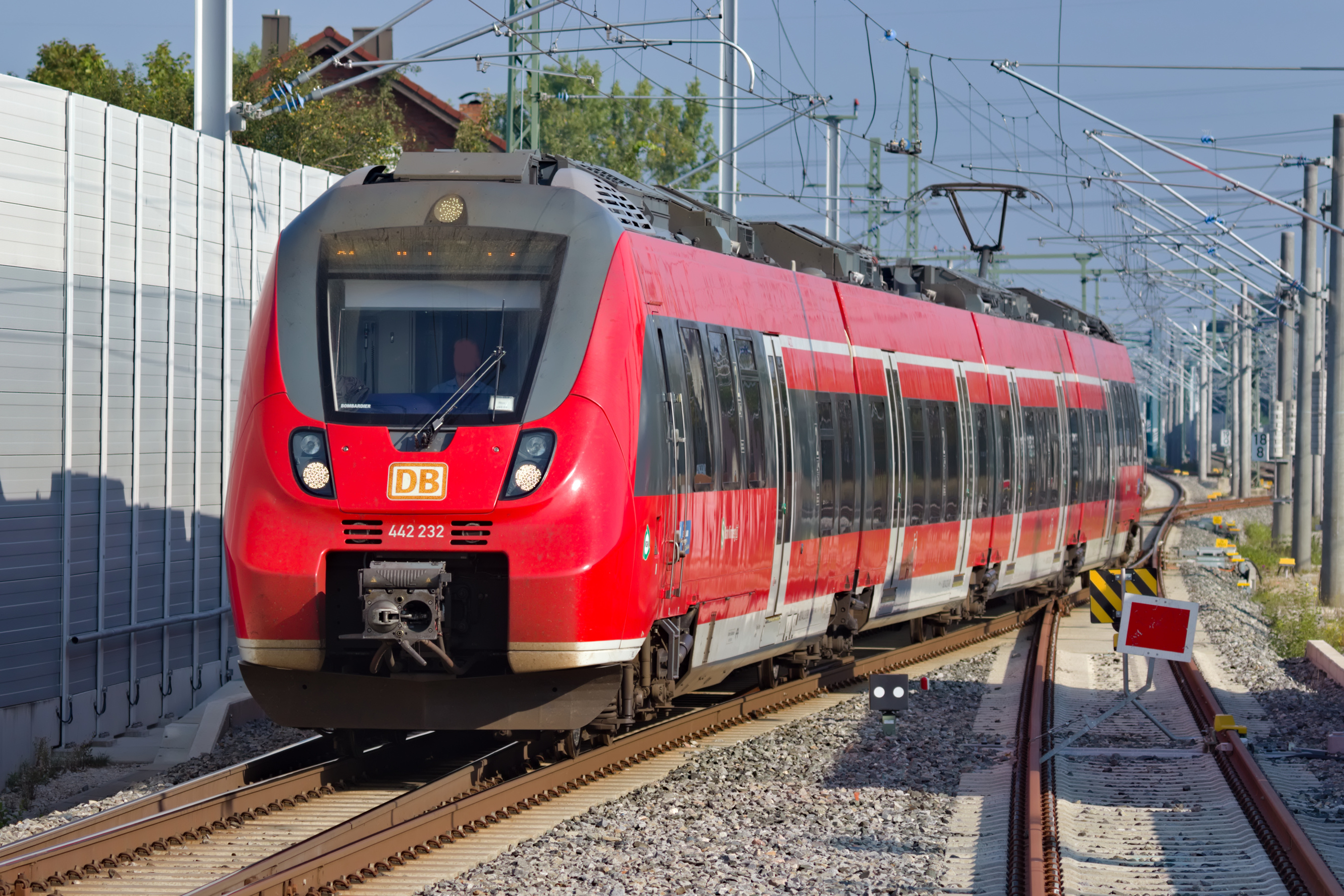
エルタースドルフ駅に進入する442形電車
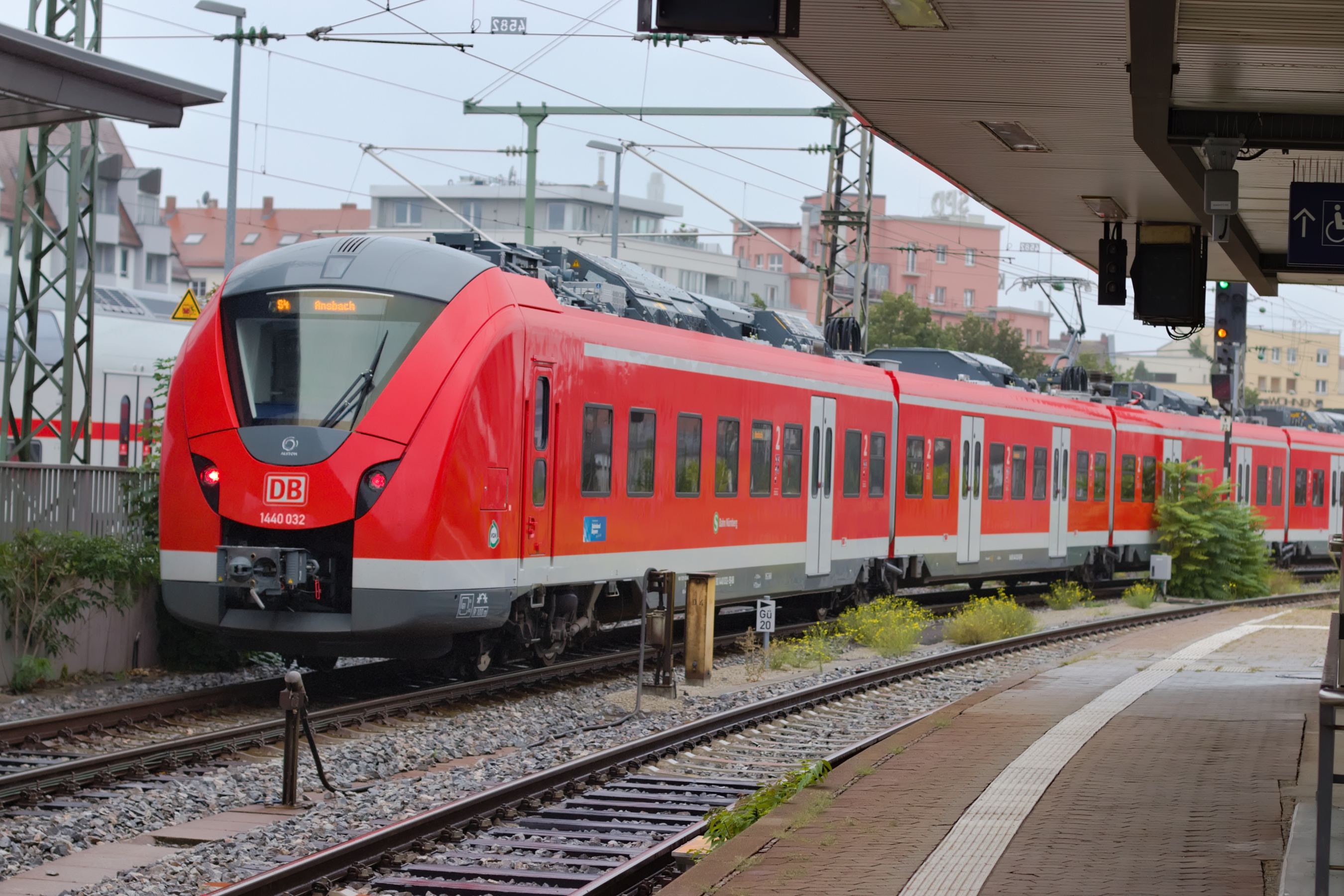
アンスバッハへ向かう1440形電車